# Шишков, Даниил Кузьмич
Даниил Кузьмич Шишков (22 декабря 1907, Почеп, Черниговская губерния — 18 июня 2002, Москва) — советский военачальник, Герой Советского Союза (16 октября 1943). Полковник (1944).

## Молодость и довоенная служба
Родился в местечке Почепе (ныне — город в Брянской области, Россия) в семье крестьянина. Окончил среднюю школу. Работал формовщиком на кирпичном заводе, затем экономработником по батрачеству и ученичеству в райкоме комсомола города Почеп.
15 октября 1928 года был призван на срочную военную службу, направлен во внутренние войска и зачислен красноармейцем во взвод связи при штабе Отдельной дивизии особого назначения войск НКВД им. Ф. Э. Дзержинского в Москве. В 1930 году окончил полковую школу в 3-м стрелковом полку этой дивизии и проходил службу в нем в должностях командира отделения и помощником командира взвода, старшины дивизиона. С 1930 года член ВКП(б). В марте 1931 года был зачислен курсантом в Объединенную военную школу им. ВЦИК, но по её окончании в сентябре 1933 года уволен со службы по состоянию здоровья.
Работал слесарем-монтажником на заводе имени С. М. Буденного в Москве.
В сентябре 1935 года вновь был призван в Красную Армию и направлен командиром взвода во 2-й стрелковый полк Московской Пролетарской стрелковой дивизии. С октября 1937 года служил помощником командира и командиром роты в 164-м стрелковом полку 55-й стрелковой дивизии Московского военного округа (полк дислоцировался в городе Рыльск). В 1938 году проходил обучение на Курсах усовершенствования комсостава в Москве.
С декабря 1938 года командовал ротой в школе младшего начсостава 115-й авиабазы в городе Курск, с 19 октября 1939 года — в школе младших специалистов 2-й армии особого назначения в Воронеже.
Участвовал в походе Красной армии в Западную Украину в сентябре 1939 года и в советско-финляндской войне 1939—1940 гг. С 5 октября 1940 года — помощник командира аэродромной роты, он же помощник коменданта аэродрома.

## Великая Отечественная война
С началом Великой Отечественной войны в июне 1941 года был назначен командиром роты 507-го стрелкового полка 148-й стрелковой дивизии, входившей в состав 63-го, затем 45-го стрелковых корпусов 21-й армии резерва Ставки ГК. В начале июля дивизия в составе корпуса была передана 13-й армии Западного фронта и участвовала в Смоленском сражении (с 27 июля — на Центральном фронте). Там 3 августа 1941 года был ранен в первый раз.
В конце сентября — начале октября 1941 года в составе 3-й армии принял участие в Орловско-Брянской оборонительной операции. В ходе её дивизия попала в окружение, после выхода находилась в резерве фронта.
С октября 1941 года вступил в командование батальоном этого же полка. После пополнения дивизия была передана 13-й армии Юго-Западного фронта и вела оборонительные бои на воронежском направлении, к началу декабря её части вели бои восточнее города Елец. С переходом войск Красной армии в контрнаступление под Москвой дивизия в составе армии участвовала в Елецкой наступательной операции. В её ходе 10 декабря 1941 года был контужен под городом Ливны. За отличия в боях по освобождению города Елец был награждён своей первой наградой — орденом Красной Звезды.
11 января 1942 года в бою у села Рождественкое Орловской области был ранен осколком в голову, а 23 марта под деревней Бухтиярово — контужен.
С конца июня дивизия принимала участие в Воронежско-Ворошиловградской оборонительной операции. С 9 июля 1942 года вступил в должность заместителя командира того же 507-го стрелкового полка. С 14 января 1943 года — исполняющий должность командира 229-го стрелкового полка 8-й стрелковой дивизии 13-й армии Брянского, а с марта — Центрального фронтов. Полк под его командованием участвовал в Курской битве и Орловской наступательной операции.
Командир 229-го стрелкового полка 8-й стрелковой дивизии 13-й армии Центрального фронта подполковник Д. Шишков особо отличился в битве за Днепр на её первом этапе — в Черниговско-Припятской наступательной операции. За время наступления с 25 июля его полк прошёл с боями свыше 300 километров, участвовал в освобождении городов Кромы и Короп. 22 сентября 1943 года полк с ходу форсировал реку Днепр в районе села Навозы Черниговского района Черниговской области. Продолжая наступление, 25 сентября полк форсировал реку Припять в районе села Кошевка Чернобыльского района Киевской области. На плацдарме за Припятью полк был окружен, но прорвал кольцо и встретился с партизанским соединением А. Н. Сабурова.
Указом Президиума Верховного Совета СССР от 16 октября 1943 года за отличное выполнение боевых заданий командования на фронте борьбы с немецкими захватчиками и проявленные при этом отвагу и геройство подполковнику Даниилу Кузьмичу Шишкову присвоено звание Героя Советского Союза с вручением ордена Ленина и медали «Золотая Звезда».
В мае 1944 года полковник Д. Шишков был отозван в Главное управление кадров Наркомата обороны СССР, после чего направлен на учебу. Окончил курсы усовершенствования высшего начальствующего состава при Высшей военной академии имени К. Е. Ворошилова. По окончании курсов с 28 октября того же года состоял в резерве Ставки ВГК при академии, в ноябре направлен в распоряжение Военного совета 1-го Белорусского фронта.
29 декабря 1944 года вступил в командование 230-й стрелковой Сталинской дивизией 9-го стрелкового корпуса 5-й ударной армии этого фронта. Успешно руководил дивизией в Варшавско-Познанской и Берлинской наступательных операциях, при форсировании реки Одер и овладении городами Карлсхорст и Берлин.

## Послевоенное время
После войны с июля 1945 года состоял в распоряжении Военного совета Группы советских оккупационных войск в Германии, затем ГУК НКО (до конца года находился на лечении в госпитале по болезни). С 30 декабря 1945 года «ввиду недостаточной военной подготовки и практического опыта работы в мирных условиях в масштабе дивизии» он был назначен с понижением на должность заместителя командира 83-й гвардейской стрелковой Городокской Краснознаменной дивизии (Особый военный округ). По заключению военно-врачебной комиссии был признан ограниченно годным к военной службе и 29 августа 1946 года уволен в запас по болезни.
Работал заведующим Почепской мельницей. В 1947 года был избран членом Почепского райкома ВКП(б), в 1948 года — депутатом районного совета, а в 1950 года — членом Брянского обкома ВКП(б).
Приказом Военного министра СССР от 12.10.1950 вновь определен в кадры Советской армии и назначен Губахинским городским военным комиссаром Молотовской области. В феврале 1956 года уволен в запас.
Жил в Москве, работал в Мосметрострое инженером-маркшейдером.
Похоронен на Троекуровском кладбище.

## Награды
- Медаль «Золотая Звезда» Героя Советского Союза (16.10.1943)
- Орден Жукова (Российская Федерация, 7.11.1995)
- Орден Ленина (16.10.1943)
- Два ордена Красного Знамени (17.02.1943, 12.03.1945)
- Орден Суворова 2-й степени (29.05.1945)
- Орден Суворова 3-й степени (16.09.1943)
- Два ордена Отечественной войны 1-й степени (30.07.1943, 11.03.1985)
- Два ордена Красной Звезды (18.1.1942,19.11.1951)
- Медаль «За боевые заслуги» (3.11.1944)
- Медаль «За взятие Берлина»
- Медаль «За освобождение Варшавы»
- Другие медали СССР

Награды Польша
- Орден Крест Грюнвальда 2-й степени
- Медаль «За Варшаву 1939—1945»
- Медаль «За Одру, Нису и Балтику»

## Память
- Почётный гражданин городов Почеп и Бучач (Украина, Тернопольская область).[2].
- Мемориальная доска установлена на здании школы имени Н. А. Некрасова в городе Почеп Брянской области (2013).[3]